# Juschno-Russkoje
Koordinaten: 65° 56′ 16″ N, 80° 15′ 22″ O
Juschno-Russkoje (wörtlich „Süd-Russisches“, russisch Южно-Русское, englisch Yuzhno-Russkoye) ist die Bezeichnung eines im Autonomen Kreis der Jamal-Nenzen in Sibirien erschlossenen Erdgasfeldes mit einem Gesamtvolumen von ca. 805,3 Milliarden Kubikmetern Erdgas (1. Januar 2007) sowie 5,7 Millionen Tonnen Erdöl. Die Ressourcen inkl. der Reserven werden sogar auf über 1 Billion Kubikmeter Erdgas geschätzt.
Das Gasfeld wurde vom russischen Unternehmen Severneftgazprom entwickelt. Um das Jahr 2010 hielt Gazprom 51 % Anteile an Severneftgazprom, Wintershall 25 % minus eine Aktie der stimmberechtigten Anteile (35 % Beteiligung am wirtschaftlichen Erfolg) und Uniper 25 % minus eine Aktie der stimmberechtigten Anteile.
Die Lieferung von Erdgas über die nordeuropäische Gasleitung „Nord Stream“ nach Westeuropa begann 2011. Bis zu 25 Milliarden Kubikmeter Gas pro Jahr wurden geliefert. Im Oktober 2007 wurden mit 26 Bohrungen täglich 15 Millionen Kubikmeter Erdgas gefördert.
Stand Ende 2021 wurden 10 Milliarden Kubikmeter Gas aus den Turon-Formationen gefördert, der größte Teil davon im Jahr 2021.
Am 24. Februar 2022 begannen russische Streitkräfte auf Befehl des russischen Staatspräsidenten Putin einen völkerrechtswidrigen Angriffskrieg gegen die Ukraine. Zahlreiche in Russland investierte westliche Unternehmen beschlossen, dort keine weiteren Investitionen mehr zu tätigen. 
OMV hat eine 24,99%-Beteiligung am Westsibirischen Gasfeld Juschno Russkoje und schrieb in seiner Bilanz 2022 den Wert dieser Beteiligung fast vollständig ab, leitete aber 2024 Schiedsverfahren gegen den russischen Gazprom-Konzern ein, "und zwar mit dem Zweck, die vertraglich vereinbarten Rechte der OMV zu wahren.